# Il villaggio dei fiori purpurei
Il villaggio dei fiori purpurei (All Flesh is Grass) è un romanzo fantascientifico del 1965 dello scrittore americano Clifford D. Simak.
Pubblicato per la prima volta dalla casa editrice Doubleday l'opera è stata nominata come miglior romanzo ai Nebula del 1966
La prima edizione italiana risale al settembre 1969, quando viene pubblicata dalla Casa Editrice La Tribuna sul numero #105 della collana Galassia, sarà in questa occasione che l’autore di fantascienza e traduttore Ugo Malaguti conierà il titolo che rimarrà indissolubilmente legato all’opera.
Rilasciato quando Simak aveva già 61 anni e al suo 27° al Minneapolis Star and Tribune, All Flesh Is Grass tocca uno dei temi preferiti dell'autore - il modo in cui i suoi personaggi comuni affrontano la sfida dell'incontro con la vita aliena - in un modo unico, pur mantenendo l'ambiente rurale che Simak sembrava favorire maggiormente.

## Trama
La trama è narrata in prima persona da Brad Carter, protagonista del romanzo. Non succede mai molto a Milville, una piccola comunità appartata del Midwest, fino al giorno in cui Carter scopre che non è in grado di raggiungerla, sembra infatti che la piccola cittadina sia stata improvvisamente racchiusa da una misteriosa barriera. Non è solo Carter, agente immobiliare quasi in bancarotta che viene tenuto prigioniero; anche ogni altro residente o persona entro la circonferenza della barriera viene confinato da un campo di forza invisibile che non può essere violato. Mentre le tensioni locali raggiungono rapidamente il punto di rottura, una serie di circostanze bizzarre porta Brad alla fonte della loro prigionia, rendendolo ambasciatore riluttante dell'umanità a una razza aliena di flora senziente, a conoscenza delle ultime intenzioni di questi carcerieri. L’intelligenza extraterrestre vuole imporre armonia e cooperazione su tutte le specie nell'universo, ma alcuni dei cittadini più potenti di Millville non accettano gentilmente la collaborazione di Carter con il "nemico" anche sotto l'improvvisa minaccia di un’apocalisse globale

## Elementi
La barriera descritta da Simak ha proprietà elastiche, sin dall’inizio del romanzo, si può vedere come l'auto guidata da Brad e il camion che procede dietro di lui vengono prima rallentati e poi successivamente respinti una volta giunti in prossimità della barriera. La stessa cosa succede quando il camionista, in seguito al ribaltamento del proprio mezzo tenta di superare la barriera a piedi, venendo dapprima bloccato e poi letteralmente lanciato a diversi metri di distanza. Successivamente il protagonista realizza che la barriera blocca esclusivamente le forme di vita, permettendo il passaggio di tutto il resto.

## Ambientazione
Il libro è ambientato nella città di Millville, Wisconsin, nel Midwest degli Stati Uniti. Simak è nato a Millville, che ha fatto da cornice a molte delle sue storie.

## Critica
L'opera ha ricevuto una critica positiva, seppur considerato in maniera ridotta rispetto ad altre opere dell'autore in una recensione del libro Science Fiction and Fantasy Book Review viene sottolineato il grande punto di forza di Simak nella creazione di non-umani comprensivi che tentano pazientemente di comunicare con l'umanità diffidente. La rivista ha anche affermato che il lavoro di Simak rispecchiava accuratamente le preoccupazioni degli anni '60.
Nel 2009 i recensori di The Dome, libro di Stephen King hanno sottolineato come il romanzo di Clifford D. Simak fosse fonte d'ispirazione dell'autore per la misteriosa cupola trasparente.

## Edizioni
- (EN) Clifford D. Simak, All Flesh is Grass, I ed., Doubleday, agosto 1965, OCLC 2739130.[16]

- (EN) Clifford D. Simak, All Flesh is Grass, I ed., Gollancz, 1966, OCLC 17947370.[17]

- (PT) Clifford D. Simak, As flores que pensam, I ed., Livros do Brasil, 1966.[18]

- (DE) Clifford D. Simak, Blumen aus einer anderen Welt, I ed., Goldmann (Andromeda 102), settembre 1966, OCLC 73688861.[19][20]

- (DE) Clifford D. Simak, Blumen aus einer anderen Welt, I ed., Goldmann (Zukunftsromane #69), settembre 1966, OCLC 73855847.[21]

- (EN) Clifford D. Simak, All Flesh Is Grass, I ed., Berkley Medallion, ottobre 1966, OCLC 1403452.[22]

- (EN) Clifford D. Simak, All Flesh Is Grass, I ed., The Science Fiction Book Club (UK), febbraio 1967, OCLC 221010919.[23][24]

- (FR) Clifford D. Simak, Les fleurs pourpres, I ed., OPTA, 30 novembre 1967, OCLC 803839758.[25][26][27]

- (EN) Clifford D. Simak, All Flesh Is Grass, I ed., Pan Books, 1968, OCLC 30274550.[28]

- (SE) Clifford D. Simak, Purpurblommorna, I ed., Lindqvist, 1969, OCLC 938630195.[29][30]

- Clifford D. Simak, Il villaggio dei fiori porpurei, I ed., Casa Editrice La Tribuna, settembre 1969.[31][32][33]

- (EN) Clifford D. Simak, All Flesh Is Grass, II ed., Berkley Medallion, 1973, ISBN 978-0-425-02420-1, OCLC 1403452.[34]

- (EN) Clifford D. Simak, All Flesh Is Grass, II ed., Pan Books, gennaio 1973, OCLC 439481934.[35]

- (EN) Clifford D. Simak, All Flesh Is Grass, I ed., White Lion, maggio 1976, OCLC 439481934.[36]

- (EN) Clifford D. Simak, All Flesh Is Grass, I ed., Avon, settembre 1978, OCLC 4591078.[37]

- (EN) Clifford D. Simak, All Flesh Is Grass, I ed., Magnum, gennaio 1979, OCLC 16428325.[38][39]

- (FR) Clifford D. Simak, Les fleurs pourpres, I ed., Presses de la Cité, aprile 1983, OCLC 80246778.[40][41]